# Batrachostomus affinis
Boca-de-sapo-de-blyth ou boca-de-sapo-malaio (Batrachostomus affinis) é uma espécie de ave da família Podargidae.
Pode ser encontrada nos seguintes países: Brunei, Camboja, Indonésia, Laos, Malásia, Myanmar, Filipinas, Tailândia e Vietname.
Os seus habitats naturais são: florestas subtropicais ou tropicais húmidas de baixa altitude.